# Paul Wertico
Paul Wertico (Chicago, 1953. január 5. –) amerikai dzsesszdobos.

## Pályakép
Paul Wertico tizenkét évesen kezdett el dobolni, amit autodidakta módon tanult meg. Az illinoisi középiskolai zenekarban játszott, ezért ösztöndíjat is  kapott. Tanulmányai után a chicagói zenei élet tagja lett, nagyzenekarokban, rockegyüttesekben, folkénekesekkel (pl.: Terry Callier) és szabad improvizációs dzsesszegyüttesekben is játszott (mint például az Earwax Control).
A Pat Metheny Group tagjaként vált ismertté, amelynek 1983 és 2001 között tagja volt. Ez időben Pat Metheny akkor olyan albumokon dolgozott, mint a First Circle és a We Live Here.
A következő években Wertico elsősorban Illinoisban, Chicago környékén dolgozott, és saját fúziós együttesét, a Paul Wertico Triót vezette − John Moulder gitárossal és Eric Hochberg basszusgitárossal. Dolgozott Kurt Ellinggel, Jerry Goodmannel, Paul Winterrel, valamint Laurence Hobgood zongoristával és Brian Torff basszusgitárossal is az Union Trióban.
A Methenynél eltöltött idő után egy trióban is játszott Larry Coryellel. 1993-ban a neve alatt felvette első albumát (The Yin and the Yout). 2000-2007 között a kelet-európai progresszív rock együttes, az SBB lengyel együttes tagja volt. Ezt követően saját zenekarával, valamint a Paul Wertico − John Helliwell Project nevű zenekarral lépett fel (a Supertramp egykori szaxofonosával, John Helliwellel, és olaszokkal: aimondo Meli Lupival gitárossal és Gianmarco Scaglia basszusgitárossal.
A Methenynél eltöltött idő után egy trióban is játszott Larry Coryellel. 1993-ban a neve alatt felvette első albumát (The Yin and the Yout). 2000-2007 között a kelet-európai progresszív rock együttes, az SBB lengyel együttes tagja volt. Ezt követően saját zenekarával, valamint a Paul Wertico - John Helliwell Project nevű zenekarral lépett fel (a Supertramp egykori szaxofonosával, John Helliwellel, és olaszokkal: aimondo Meli Lupival gitárossal és Gianmarco Scaglia basszusgitárossal játszott).

## Albumok
- 1993: The Yin and the Yout

## Díjak
- 1997: Fusion Drummer of the Year; DRUM! magazine readers' poll
- 2004-ben Werticót a Chicago Tribune egyik év chicagói díjával tüntette ki
- 2010: Lifetime Achievement Award, Cape Breton International Drum Festival
- 2010: Lifetime Achievement Award, Montréal Drum Fest
- 2012-2013: Chicago / Midwest Emmy-díj jelölés
- 2014: Best Live Performance Album
- 2016: Independent Music Awards jelölés − Best Live Performance Album and Best Long Form Video Realization
- 1984 és 1998 között összesen hét Grammy-díjat nyert a Pat Metheny Grouppal

- Wertico a Roosevelt Egyetem Chicagói Előadóművészeti Főiskolán, valamint a Northwestern University School of Music ütőhangszerek tanszékén tanított.

## Fordítás
Ez a szócikk részben vagy egészben  a   Paul Wertico című német Wikipédia-szócikk ezen változatának fordításán alapul.  Az eredeti cikk szerkesztőit annak laptörténete sorolja fel. Ez a jelzés csupán a megfogalmazás eredetét és a szerzői jogokat jelzi, nem szolgál a cikkben szereplő információk forrásmegjelöléseként.